# Francisco Castelló y Aleu
Francisco de Paula Castelló y Aléu (Alicante, 19 de abril de 1914 - Lérida, 29 de septiembre de 1936) fue un ingeniero católico español. Estudió ingeniería en la Universidad de Barcelona y fue uno de los fundadores de la Acción Católica en su ciudad. Beatificado en 2001 por el papa Juan Pablo II.
Fue víctima de la represión religiosa durante la guerra civil española, junto a ocho compañeros suyos, fue torturado, y trasladado con ellos a la Cárcel de Lérida, donde permaneció preso. En su celda, escribió cartas de despedida a su familia y a su futura esposa, María Pelegrí.
Murió fusilado en Lérida, en 1936, a la edad de 22 años, y fue beatificado en 2001. Sus restos yacen en la Fosa Común de los Mártires de Lérida del cementerio de esta ciudad, junto a otros 15 beatos y mártires, encabezados por Salvio Huix Miralpéix, obispo de Lérida.

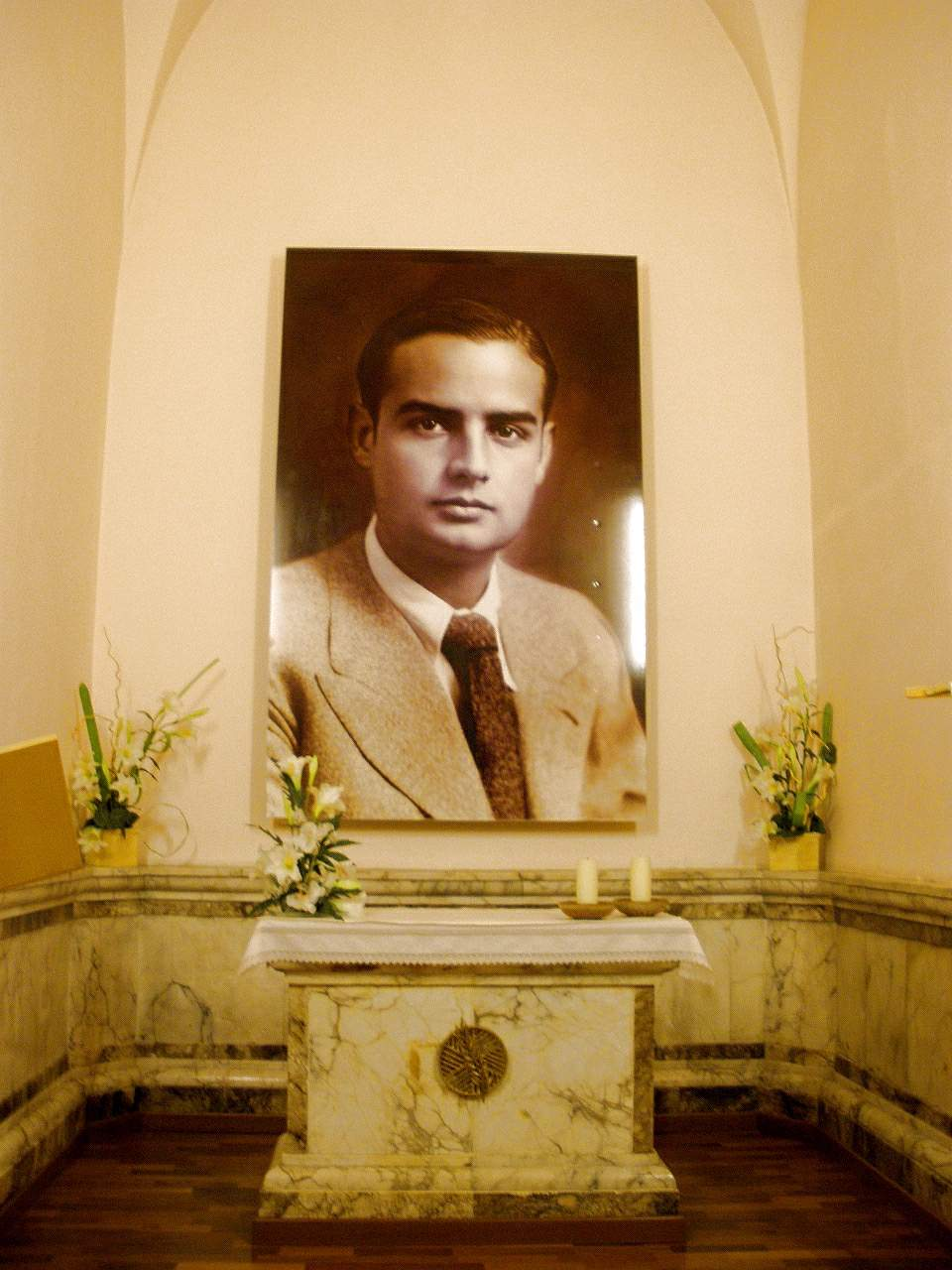
Capilla dedicada al beato Francisco Castelló en la Iglesia de Sant Pere de Lérida

## Legado epistolar
Entre la multitud de cartas intercambiadas con su familia y su prometida Mariona Pelegrí, destaca su última carta a Mariona desde prisión al conocer la sentencia de muerte por declararse cristiano.

“Querida Mariona: Nuestras vidas se han unido y Dios ha querido separarlas. A Él ofrezco, con toda la intensidad posible, el amor que te tengo, mi amor intenso, puro y sincero.

Siento tu desgracia, no la mía. Siéntete orgullosa, dos hermanos y tu prometido. Pobre Mariona...
Me ocurre una cosa extraña: no puedo sentir ninguna lástima por mi suerte. Una alegría interna, intensa, fuerte, me invade totalmente. Querría hacerte una carta triste de despedida, pero no puedo. Estoy totalmente envuelto de ideas alegres como un presentimiento de la Gloria.
Querría hablarte de lo mucho que te hubiera querido, las ternuras que te tenía reservadas, de lo felices que hubiéramos sido. Pero para mí todo esto es secundario. He de dar un gran paso.
Una cosa debo decirte: cásate si puedes. Yo desde el cielo bendeciré tu unión y a tus hijos.
No quiero que llores, no quiero. Siéntete orgullosa de mí. Te quiero.
No tengo tiempo de nada más”.

Francisco